# Amar ibne Ali Alcalbi
Amar ibne Ali ibne Abi Huceine Alcalbi (ʿAmmar ibn ʿAlī ibn Abī al-Ḥusayn al-Kalbī) foi um membro da família cálbida e um comandante militar do Califado Fatímida em suas guerras com o Império Bizantino na Sicília e sul da Itália nos anos 950.

## Vida
Como evidenciado por seu nisba, Amar originou-se nos cálbidas, e pertenceu a uma família aristocrática estabelecida na Ifríquia desde a conquista muçulmana do Magrebe. A família evidentemente abraçou o regime fatímida após a derrubada do Emirado Aglábida em 909, e seu pai Ali serviu os fatímidas com distinção, sendo morto pela população rebelde em Agrigento em 938, e seu irmão Haçane pertenceu ao círculo íntimo em torno de Jaudar, o poderoso camareiro e ministro chefe do califa Almançor Bilá. Na primavera ou começo do verão de 956, o califa Almuiz Aldim Alá enviou-o para a Sicília como chefe duma frota, para confrontar os bizantinos. Amar infligiu uma pesada derrota na frota bizantina e os fatímidas sob Haçane, o irmão de Amar, e Jauar, o Siciliano, conseguiu mais vitórias e atacou a Calábria. O comandante bizantino local, Mariano Argiro, visitou a corte califal e arranjou uma trégua, mas ela foi logo quebrada e a guerra recomeçou.
Na primavera de 957, Amar cruzou da Sicília para a Calábria, mas os fatímidas sofreram pesadas baixas numa tempestade. Outro esforço de Argiro para renovar a trégua no outono falhou, e no ano seguinte, Amar e Haçane derrotou suas forças na Sicília; mas logo depois, como a frota fatímida retornou da Calábria para a Sicília, foi novamente afundada numa tempestade fora de Palermo, na qual Amar pereceu (em 24 de setembro de 958, segundo a Crônica de Cambridge, Almacrizi coloca estes eventos dois anos antes). Como resultado, Almuiz aceitou as novas propostas bizantinas para renovar por cinco anos a trégua. O corpo de Amar foi recuperado entre os destroços, e sepultado por seu irmão Haçane na Sicília.